# Aspidiotus circularis
Aspidiotus circularis är en insektsart som beskrevs av Fitch 1857. Aspidiotus circularis ingår i släktet Aspidiotus och familjen pansarsköldlöss. Inga underarter finns listade i Catalogue of Life.